# ديلنيا هندية
ديلنيا هندية (الاسم العلمي:Dillenia indica) هي نوع من النباتات يتبع جنس الديلنيا من الفصيلة الديلنية.